# Gymnastique artistique aux Jeux olympiques d'été de 2020
Pour des articles plus généraux, voir Gymnastique artistique aux Jeux olympiques et Gymnastique aux Jeux olympiques d'été de 2020.
Navigation
Rio 2016 Paris 2024
Les compétitions de gymnastique artistique aux Jeux olympiques d'été de 2020 à Tokyo au Japon devaient se dérouler du 25 juillet au 4 août 2020 au Centre de gymnastique d'Ariake, et ont été reportées à 2021.

## Qualifications
50 places sont attribuées en individuel ; les quotas sont généralement nominatifs.
12 équipes composées de 4 gymnastes participent en collectifs ; les quotas sont non nominatifs.
| Compétition               | Date               | Lieu                 | Places | Qualifiés Hommes                                                                       | Qualifiés Femmes                                                               |
| ------------------------- | ------------------ | -------------------- | ------ | -------------------------------------------------------------------------------------- | ------------------------------------------------------------------------------ |
| Championnat du monde 2018 | 25 oct -3 nov 2018 | Doha, Qatar          | 3      | Chine Russie Japon                                                                     | États-Unis Russie Chine                                                        |
| Championnat du monde 2019 | 4 - 13 oct 2019    | Stuttgart, Allemagne | 9      | Ukraine Grande-Bretagne Suisse États-Unis Taiwan Corée du Sud Brésil Espagne Allemagne | France Canada Pays-Bas Grande-Bretagne Italie Allemagne Belgique Japon Espagne |

| Compétition                                 | Date                                               | Lieu                                                                               | Places | Qualifiés Hommes | Qualifiés Femmes |
| ------------------------------------------- | -------------------------------------------------- | ---------------------------------------------------------------------------------- | --- | --- | --- |
| Championnat du monde 2019                   | 4-13 oct 2019                                      | Stuttgart, Allemagne                                                               | les 48 gymnastes déjà qualifiés en équipe                                                                    | | |
| Championnat du monde 2019                   | 4-13 oct 2019                                      | Stuttgart, Allemagne                                                               | 12 () ou 20 () meilleurs gymnastes · du concours général · lors des qualifications · 1 seul athlète par pays | Carlos Yulo Manrique Larduet Ludovico Edalli Milad Karimi Loris Frasca Robert Tvorogal Alexander Shatilov Ferhat Arıcan Artur Davtyan David Huddleston Bart Deurloo Daniel Corral | Georgia Godwin Diana Varinska Lee Yun-seo Zsófia Kovács Martina Dominici Alexa Moreno Danusia Francis Kim Su-jong Aneta Holasová Marcia Vidiaux Maria Holbura Elisa Hämmerle Anastasiya Alistratava Farah Abdul Nancy Mohamed Nazlı Savranbaşı Barbora Mokošová Ana Filipa Martins |
| Série de la coupe du monde concours général | 7 mar 2020 21-22 mar 2020 28 mar 2020 4-5 avr 2020 | American Cup, États-Unis Stuttgart, Allemagne Birmingham, Royaume-Uni Tokyo, Japon | 3 meilleurs gymnastes de la série non-nominatif                                                              | | |
| Championnats continentaux 2020              |                                                    |                                                                                    | 2 meilleurs gymnastes de la finale du concours général sauf Océanie (1 seul gymnaste)                        | | |
| Pays Hôte                                   | Pays Hôte                                          | Pays Hôte                                                                          | 0 (déjà qualifié par équipe)                                                                                 | Kazuma Kaya (nominatif) | Asuka Teramoto (nominatif) |
| Invitation par la commission tripartite     | Invitation par la commission tripartite            | Invitation par la commission tripartite                                            | 1 | | |

| Compétition                          | Date | Lieu | Places                                                                                      | Qualifiés Hommes  | Qualifiés Hommes                              | Qualifiés Femmes    | Qualifiés Femmes |
| ------------------------------------ | --- | --- | ------------------------------------------------------------------------------------------- | ----------------- | --------------------------------------------- | ------------------- | ---------------- |
| Championnat du monde 2019            | 4-13 oct 2019 | Stuttgart, Allemagne | 3 meilleures gymnastes de chaque finale par agrès 3 quotas max par pays pour tous les agrès | Sol               | Artem Dolgopyat                               | Sol                 | -                |
| Championnat du monde 2019            | 4-13 oct 2019 | Stuttgart, Allemagne | 3 meilleures gymnastes de chaque finale par agrès 3 quotas max par pays pour tous les agrès | Saut de cheval    | Shek Wai Hung Lê Thanh Tùng Marian Drăgulescu | Saut de cheval      | Yeo Seo-jeong    |
| Championnat du monde 2019            | 4-13 oct 2019 | Stuttgart, Allemagne | 3 meilleures gymnastes de chaque finale par agrès 3 quotas max par pays pour tous les agrès | Cheval d'arçon    | Rhys McClenaghan Cyril Tommasone              | Poutre              | -                |
| Championnat du monde 2019            | 4-13 oct 2019 | Stuttgart, Allemagne | 3 meilleures gymnastes de chaque finale par agrès 3 quotas max par pays pour tous les agrès | Barres parallèles | Ahmet Önder                                   | Barres asymétriques | -                |
| Championnat du monde 2019            | 4-13 oct 2019 | Stuttgart, Allemagne | 3 meilleures gymnastes de chaque finale par agrès 3 quotas max par pays pour tous les agrès | Barre fixe        | Tin Srbić Tyson Bull                          | NC                  | NC               |
| Championnat du monde 2019            | 4-13 oct 2019 | Stuttgart, Allemagne | 3 meilleures gymnastes de chaque finale par agrès 3 quotas max par pays pour tous les agrès | Anneaux           | İbrahim Çolak Marco Lodadio Samir Aït Saïd    | NC                  | NC               |
| Série de la coupe du monde par agrès | 22-25 nov 2018 21-24 fév 2019 14-17 mar 2019 20-23 mar 2019 21-24 nov 2019 13-16 fév 2020 12-15 mar 2020 25-28 mar 2020 | Cottbus, Allemagne Melbourne, Australie Bakou, Azerbaïdjan Doha, Qatar Cottbus, Allemagne Melbourne, Australie Bakou, Azerbaïdjan Doha, Qatar | Le meilleur gymnaste à chaque engin basé sur ses 3 meilleurs résultats de la série          | Sol               |                                               | Sol                 |                  |
| Série de la coupe du monde par agrès | 22-25 nov 2018 21-24 fév 2019 14-17 mar 2019 20-23 mar 2019 21-24 nov 2019 13-16 fév 2020 12-15 mar 2020 25-28 mar 2020 | Cottbus, Allemagne Melbourne, Australie Bakou, Azerbaïdjan Doha, Qatar Cottbus, Allemagne Melbourne, Australie Bakou, Azerbaïdjan Doha, Qatar | Le meilleur gymnaste à chaque engin basé sur ses 3 meilleurs résultats de la série          | Saut de cheval    |                                               | Saut de cheval      |                  |
| Série de la coupe du monde par agrès | 22-25 nov 2018 21-24 fév 2019 14-17 mar 2019 20-23 mar 2019 21-24 nov 2019 13-16 fév 2020 12-15 mar 2020 25-28 mar 2020 | Cottbus, Allemagne Melbourne, Australie Bakou, Azerbaïdjan Doha, Qatar Cottbus, Allemagne Melbourne, Australie Bakou, Azerbaïdjan Doha, Qatar | Le meilleur gymnaste à chaque engin basé sur ses 3 meilleurs résultats de la série          | Cheval d'arçon    |                                               | Poutre              | -                |
| Série de la coupe du monde par agrès | 22-25 nov 2018 21-24 fév 2019 14-17 mar 2019 20-23 mar 2019 21-24 nov 2019 13-16 fév 2020 12-15 mar 2020 25-28 mar 2020 | Cottbus, Allemagne Melbourne, Australie Bakou, Azerbaïdjan Doha, Qatar Cottbus, Allemagne Melbourne, Australie Bakou, Azerbaïdjan Doha, Qatar | Le meilleur gymnaste à chaque engin basé sur ses 3 meilleurs résultats de la série          | Barres parallèles |                                               | Barres asymétriques | -                |
| Série de la coupe du monde par agrès | 22-25 nov 2018 21-24 fév 2019 14-17 mar 2019 20-23 mar 2019 21-24 nov 2019 13-16 fév 2020 12-15 mar 2020 25-28 mar 2020 | Cottbus, Allemagne Melbourne, Australie Bakou, Azerbaïdjan Doha, Qatar Cottbus, Allemagne Melbourne, Australie Bakou, Azerbaïdjan Doha, Qatar | Le meilleur gymnaste à chaque engin basé sur ses 3 meilleurs résultats de la série          | Barre fixe        |                                               | NC                  | NC               |
| Série de la coupe du monde par agrès | 22-25 nov 2018 21-24 fév 2019 14-17 mar 2019 20-23 mar 2019 21-24 nov 2019 13-16 fév 2020 12-15 mar 2020 25-28 mar 2020 | Cottbus, Allemagne Melbourne, Australie Bakou, Azerbaïdjan Doha, Qatar Cottbus, Allemagne Melbourne, Australie Bakou, Azerbaïdjan Doha, Qatar | Le meilleur gymnaste à chaque engin basé sur ses 3 meilleurs résultats de la série          | Anneaux           |                                               | NC                  | NC               |

## Programme
| Q | Qualification | F | Finale |

| Épreuve↓/Date →             | Sam. 24 | Dim. 25 | Lun. 26 | Mar. 27 | Mer. 28 | Jeu. 29 | Ven. 30 | Sam. 31 | Dim. 1 | Lun. 2 | Mar. 3 |
| --------------------------- | ------- | ------- | ------- | ------- | ------- | ------- | ------- | ------- | ------ | ------ | ------ |
| Hommes                      |         |         |         |         |         |         |         |         |        |        |        |
| Concours général par équipe | Q       |         | F       |         |         |         | NC      | NC      |        |        |        |
| Concours général individuel | Q       |         |         |         | F       |         | NC      | NC      |        |        |        |
| Sol                         | Q       |         |         |         |         |         | NC      | NC      | F      |        |        |
| Cheval d'arçon              | Q       |         |         |         |         |         | NC      | NC      | F      |        |        |
| Anneaux                     | Q       |         |         |         |         |         | NC      | NC      |        | F      |        |
| Saut de cheval              | Q       |         |         |         |         |         | NC      | NC      |        | F      |        |
| Barres parallèles           | Q       |         |         |         |         |         | NC      | NC      |        |        | F      |
| Barre fixe                  | Q       |         |         |         |         |         | NC      | NC      |        |        | F      |
| Femmes                      |         |         |         |         |         |         |         |         |        |        |        |
| Concours général par équipe |         | Q       |         | F       |         |         | NC      | NC      |        |        |        |
| Concours général individuel |         | Q       |         |         |         | F       | NC      | NC      |        |        |        |
| Saut de cheval              |         | Q       |         |         |         |         | NC      | NC      | F      |        |        |
| Barres asymétriques         |         | Q       |         |         |         |         | NC      | NC      | F      |        |        |
| Poutre                      |         | Q       |         |         |         |         | NC      | NC      |        |        | F      |
| Sol                         |         | Q       |         |         |         |         | NC      | NC      |        | F      |        |

## Résultats

### Podiums masculins
| Épreuves                                         | Or                                                                  | Argent                                                            | Bronze                                              |
| ------------------------------------------------ | ------------------------------------------------------------------- | ----------------------------------------------------------------- | --------------------------------------------------- |
| Concours général par équipes résultats détaillés | ROC Nikita Nagornyy Artur Dalaloyan David Belyavskiy Denis Ablyazin | Japon Takeru Kitazono Daiki Hashimoto Wataru Tanigawa Kazuma Kaya | Chine Lin Chaopan Sun Wei Xiao Ruoteng Zou Jingyuan |
| Concours général individuel résultats détaillés  | Daiki Hashimoto                                                     | Xiao Ruoteng                                                      | Nikita Nagornyy                                     |
| Sol résultats détaillés                          | Artem Dolgopyat                                                     | Rayderley Zapata                                                  | Xiao Ruoteng                                        |
| Cheval d'arçons résultats détaillés              | Max Whitlock                                                        | Lee Chih-kai                                                      | Kazuma Kaya                                         |
| Anneaux résultats détaillés                      | Liu Yang                                                            | You Hao                                                           | Elefthérios Petroúnias                              |
| Saut de cheval résultats détaillés               | Shin Jea-hwan                                                       | Denis Ablyazin                                                    | Artur Davtyan                                       |
| Barres parallèles résultats détaillés            | Zou Jingyuan                                                        | Lukas Dauser                                                      | Ferhat Arıcan                                       |
| Barre fixe résultats détaillés                   | Daiki Hashimoto                                                     | Tin Srbic                                                         | Nikita Nagornyy                                     |

### Podiums féminins
| Épreuves                                         | Or                                                                           | Argent                                                          | Bronze                                                                          |
| ------------------------------------------------ | ---------------------------------------------------------------------------- | --------------------------------------------------------------- | ------------------------------------------------------------------------------- |
| Concours général par équipes résultats détaillés | ROC Angelina Melnikova Vladislava Urazova Lilia Akhaimova Viktoria Listunova | États-Unis Grace McCallum Jordan Chiles Simone Biles Sunisa Lee | Grande-Bretagne Amelie Morgan Alice Kinsella Jennifer Gadirova Jessica Gadirova |
| Concours général individuel résultats détaillés  | Sunisa Lee                                                                   | Rebeca Andrade                                                  | Angelina Melnikova                                                              |
| Saut de cheval résultats détaillés               | Rebeca Andrade                                                               | MyKayla Skinner                                                 | Yeo Seo-jeong                                                                   |
| Barres asymétriques résultats détaillés          | Nina Derwael                                                                 | Anastasiia Iliankova                                            | Sunisa Lee                                                                      |
| Poutre résultats détaillés                       | Guan Chenchen                                                                | Tang Xijing                                                     | Simone Biles                                                                    |
| Sol résultats détaillés                          | Jade Carey                                                                   | Vanessa Ferrari                                                 | Mai Murakami                                                                    |
| Sol résultats détaillés                          | Jade Carey                                                                   | Vanessa Ferrari                                                 | Angelina Melnikova                                                              |

### Tableau des médailles
- Pays organisateur (Japon)

### Hommes
| Rang  | Nation          | Or | Argent | Bronze | Total |
| ----- | --------------- | -- | ------ | ------ | ----- |
| 1     | Chine           | 2  | 2      | 2      | 6     |
| 2     | Japon           | 2  | 1      | 1      | 4     |
| 3     | ROC             | 1  | 1      | 2      | 4     |
| 4     | Corée du Sud    | 1  | 0      | 0      | 1     |
| 4     | Grande-Bretagne | 1  | 0      | 0      | 1     |
| 4     | Israël          | 1  | 0      | 0      | 1     |
| 7     | Allemagne       | 0  | 1      | 0      | 1     |
| 7     | Croatie         | 0  | 1      | 0      | 1     |
| 7     | Espagne         | 0  | 1      | 0      | 1     |
| 7     | Taipei chinois  | 0  | 1      | 0      | 1     |
| 11    | Arménie         | 0  | 0      | 1      | 1     |
| 11    | Grèce           | 0  | 0      | 1      | 1     |
| 11    | Turquie         | 0  | 0      | 1      | 1     |
| Total | Total           | 8  | 8      | 8      | 24    |

### Femmes
| Rang  | Nation          | Or | Argent | Bronze | Total |
| ----- | --------------- | -- | ------ | ------ | ----- |
| 1     | États-Unis      | 2  | 2      | 2      | 6     |
| 2     | ROC             | 1  | 1      | 2      | 4     |
| 3     | Brésil          | 1  | 1      | 0      | 2     |
| 3     | Chine           | 1  | 1      | 0      | 2     |
| 5     | Belgique        | 1  | 0      | 0      | 1     |
| 6     | Italie          | 0  | 1      | 0      | 1     |
| 7     | Corée du Sud    | 0  | 0      | 1      | 1     |
| 7     | Grande-Bretagne | 0  | 0      | 1      | 1     |
| 7     | Japon           | 0  | 0      | 1      | 1     |
| Total | Total           | 6  | 6      | 7      | 19    |

### Confondu
| Rang  | Nation          | Or | Argent | Bronze | Total |
| ----- | --------------- | -- | ------ | ------ | ----- |
| 1     | Chine           | 3  | 3      | 2      | 8     |
| 2     | ROC             | 2  | 2      | 4      | 8     |
| 3     | États-Unis      | 2  | 2      | 2      | 6     |
| 4     | Japon           | 2  | 1      | 2      | 5     |
| 5     | Brésil          | 1  | 1      | 0      | 2     |
| 6     | Corée du Sud    | 1  | 0      | 1      | 2     |
| 6     | Grande-Bretagne | 1  | 0      | 1      | 2     |
| 8     | Belgique        | 1  | 0      | 0      | 1     |
| 8     | Israël          | 1  | 0      | 0      | 1     |
| 10    | Allemagne       | 0  | 1      | 0      | 1     |
| 10    | Croatie         | 0  | 1      | 0      | 1     |
| 10    | Espagne         | 0  | 1      | 0      | 1     |
| 10    | Italie          | 0  | 1      | 0      | 1     |
| 10    | Taipei chinois  | 0  | 1      | 0      | 1     |
| 15    | Arménie         | 0  | 0      | 1      | 1     |
| 15    | Grèce           | 0  | 0      | 1      | 1     |
| 15    | Turquie         | 0  | 0      | 1      | 1     |
| Total | Total           | 14 | 14     | 15     | 43    |